# Dharam Khand
Le Dharam Khand est le premier stade de la vie spirituelle humaine décrite par Guru Nanak, un des Gurus fondateurs du sikhisme. Il y a cinq stades au total, le dernier étant la libération, celui de la mukti : le Sach Khand. « Dharam Khand » se traduirait par : le royaume de l'action juste, le stade du dharma.
Sur la voie de la réalisation, c'est la première étape, primordiale pour le croyant. Ce stade doit être vécu dans le détachement des désirs terrestres, des possessions matérielles ; et aussi dans la volonté de ne pas juger l'autre. Le karma peut ainsi être brûlé, détruit. Les vagues de la vie n'auront ainsi plus de conséquences sur le croyant comme le dit le Livre saint, le Guru Granth Sahib. Suivre les préceptes de la foi donnés dans le Rahit Maryada et notamment Naam Simran, la méditation, aide à ne pas dévier de cette voie. L'étape suivante est la découverte du royaume de la connaissance, le Gian Khand.